# Томаш Галасек
Томаш Галасек (чеш. Tomáš Galásek; 15. јануар 1973) бивши је чешки фудбалер који је играч у везном реду. Тренутно је помоћни тренер репрезентације Чешке.

## Статистика каријере

### Репрезентативна
| Чешка  | Чешка    | Чешка  |
| Година | Утакмице | Голови |
| ------ | -------- | ------ |
| 1995   | 2        | 0      |
| 1998   | 5        | 0      |
| 1999   | 4        | 0      |
| 2001   | 2        | 0      |
| 2002   | 8        | 0      |
| 2003   | 7        | 0      |
| 2004   | 14       | 0      |
| 2005   | 7        | 1      |
| 2006   | 5        | 1      |
| 2007   | 6        | 0      |
| 2008   | 9        | 0      |
| Укупно | 69       | 1      |

## Успеси
Ајакс
- Ередивизија: 2001/02, 2003/04.
- Куп Холандије: 2001/02, 2005/06.
- Суперкуп Холандије: 2001/02, 2005/06.

Нирнберг
- Куп Немачке: 2006/07.